# Ecorregión del matorral chileno
El Matorral chileno es una ecorregión terrestre de Chile central, localizada en la costa occidental de América del Sur. Es una ecorregión que incluye bosques mediterráneos, bosques, y arbustos. El Matorral se caracteriza por un clima templado mediterráneo, con inviernos lluviosos y veranos secos. Es una de las cinco regiones climáticas mediterráneas del mundo, todas las cuales se ubican en las latitudes medias en las costas occidentales de los continentes. La Cuenca del Mediterráneo, el chaparral y los bosques de California, ecorregión de California y Baja California, la Provincia del Cabo en Sudáfrica, y la esquina sudoccidental de Australia son las demás regiones climáticas mediterráneas.

## Ubicación
El matorral ocupa Chile central entre los 32° y 37.º de latitud sur. El Océano Pacífico queda al oeste, y la Cordillera de la Costa queda paralela al litoral. El Valle Central de Chile se ubica entre la Cordillera de la Costa y la Cordillera de los Andes, la cual limita con la ecorregión del matorral al este. Al norte se encuentra el extremadamente seco Desierto de Atacama. Una región semidesértica conocida como Norte Chico, que se ubica entre los 28.º y 32.º de latitud sur, es la transición entre el Desierto de Atacama y el matorral. Al sur se encuentran las ecorregiones del bosque andino patagónico y la Selva valdiviana, ambos más fríos y húmedos, que incluyen la mayor parte de los bosques pluviales templados de América del Sur.

## Tipos de comunidad

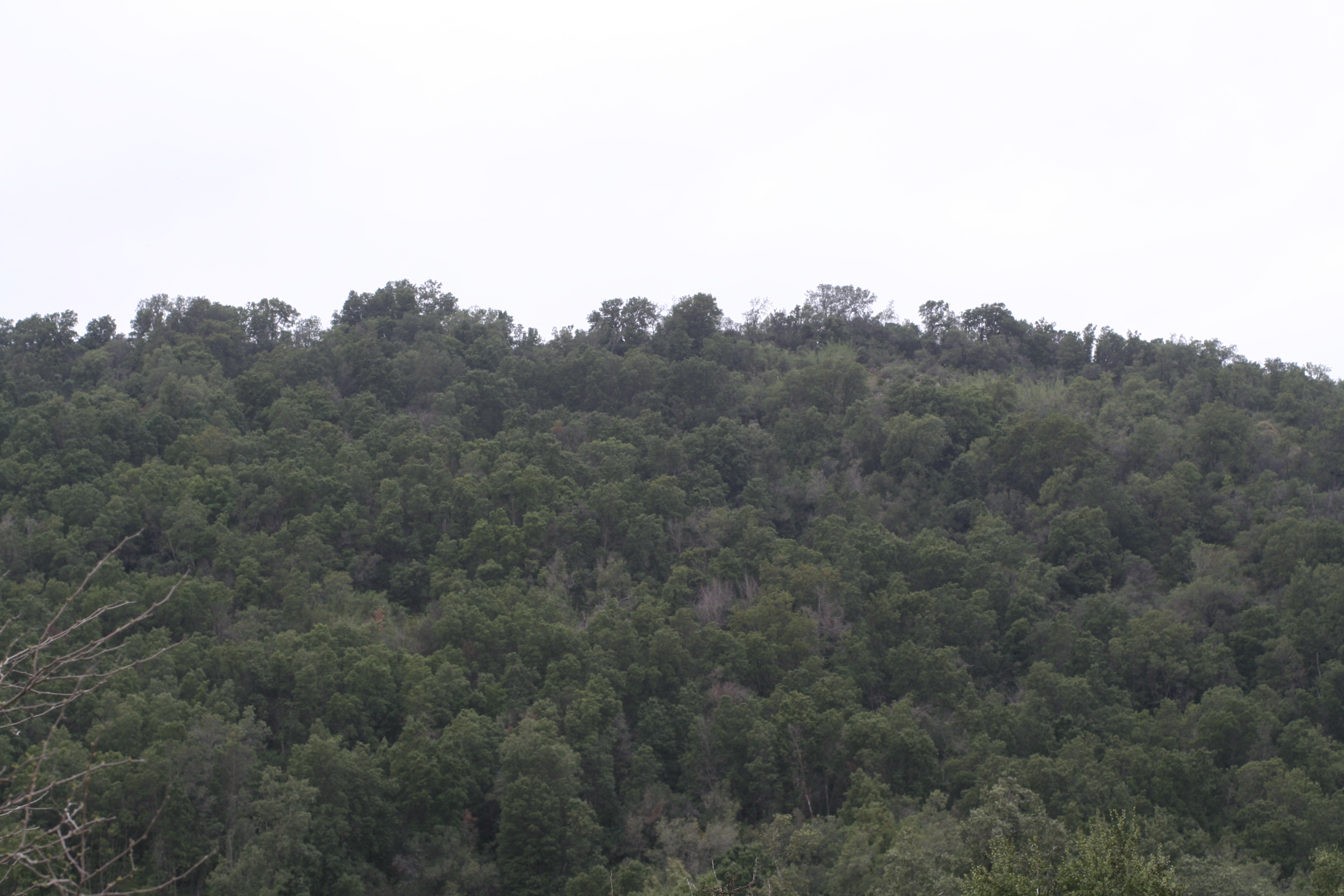
Bosque esclerófilo de Chile central. Cuenca de la laguna de Aculeo.

La ecorregión del matorral chileno alberga varias comunidades vegetales.

### Matorral costero
Es una formación baja y suave de arbustos, que se extiende desde La Serena, en el norte, hasta Valparaíso, en el sur. Especies típicas son la margarita de la costa (Bahia ambrosioides), palhuén (Adesmia microphylla), y palo de yegua, la fucsia silvestre de la costa (Fuchsia lycioides). El matorral costero es similar a la garriga de la Cuenca del Mediterráneo y al matorral de salvia costero del sur de California.

### Matorral
Es una comunidad vegetal compuesta de arbustos y pequeños árboles esclerófilos ("de hojas duras"), cactus, y bromelias. Especies típicas incluyen litre (Lithraea venenosa), quillay (Quillaja saponaria), quiscos (Echinopsis chiloensis), y bromeliáceas del género Puya, con un sotobosque diverso de hierbas, enredaderas, y geófitas (bulbosas). El matorral es similar al chaparral de California y a la maquia de la cuenca del Mediterráneo y representa un estado de degradación del bosque esclerofilo (Balduzzi et al. 1982).

### Espinal
Es una comunidad vegetal de sabana, compuesta de grupos de árboles ampliamente separados, predominantemente espino (Acacia caven) y algarrobo (Prosopis chilensis), con un sotobosque de hierbas anuales introducidas desde la cuenca del Mediterráneo en el siglo XVI. Gran parte del espinal fue anteriormente bosque esclerofilo o bosque espinoso de  Prosopis chilensis (Luebert & Pliscoff, 2017), degradado durante siglos por el pastoreo intensivo de ovejas, cabras y reses (Balduzzi et al. 1982).

### Bosque esclerófilo
Antaño el bosque esclerófilo fue muy extenso; hoy quedan fragmentos en la cordillera de la Costa y pie de monte andino. El bosque está formado predominantemente por árboles esclerófilos siempreverdes, incluyendo el boldo (Peumus boldus), el litre (Lithraea caustica), el maitén (Maytenus boaria), el peumo (Cryptocarya alba), el quillay (Quillaja saponaria) y la palma chilena (Jubaea chilensis).

## Flora vascular

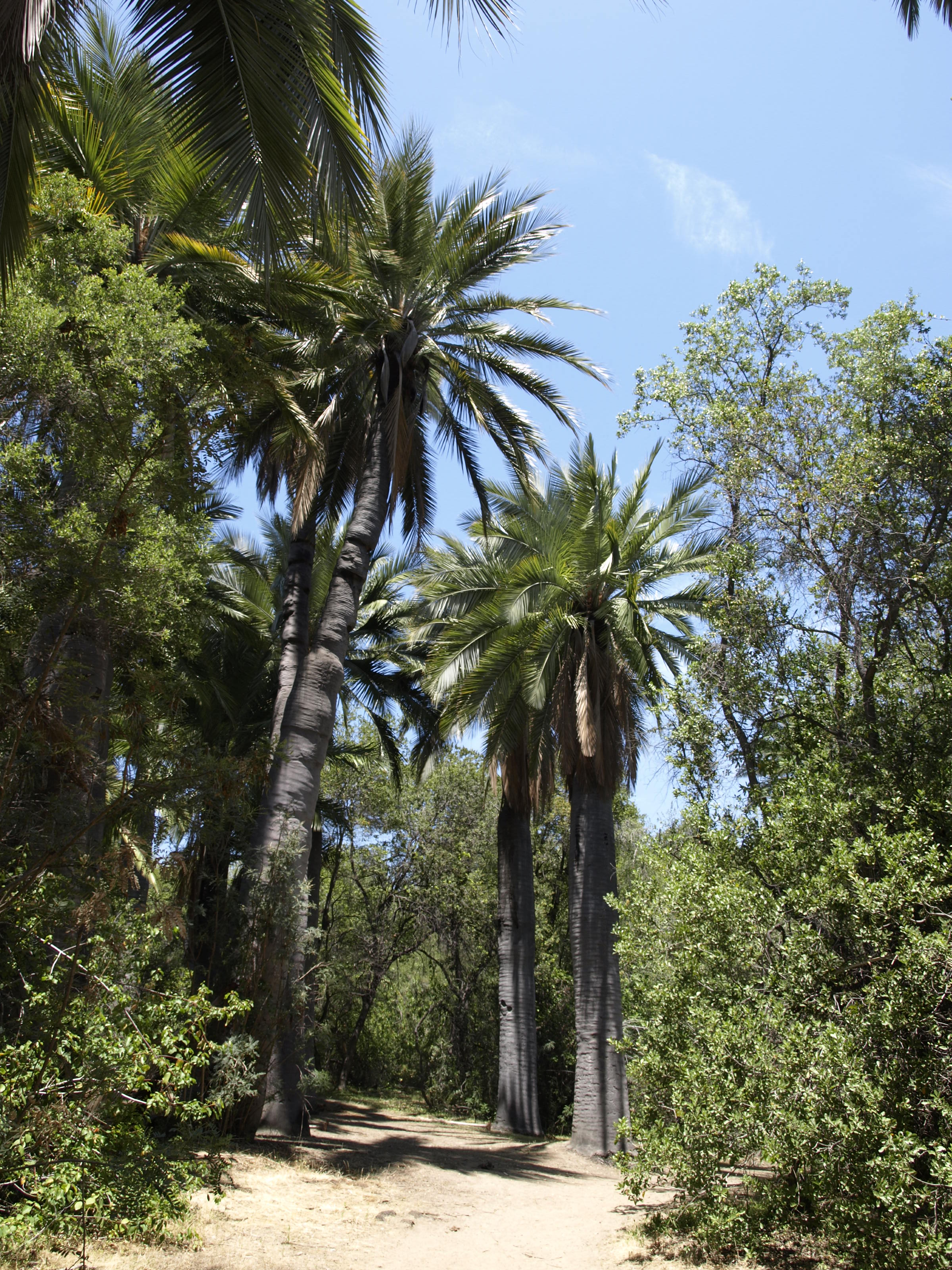
La Palma chilena (Jubaea chilensis), endemismo del matorral chileno.

Se trata de una ecorregión con una alta riqueza de especies, unas 2500 plantas vasculares y, al mismo tiempo, con un alto grado de endemismo, el que alcanza a un 23,4% al nivel de la ecorregión, entre las cuencas del Choapa y del Biobío, y a un 47% al nivel de país (Arroyo et al., 1997). 
Muchas especies de la ecorregión tienen afinidades con las floras de los trópicos sudamericanos, con la flora antártica, y con la flora de la cordillera de los Andes; al respecto, existen familias endémicas como las Gomortegaceae, que incluye a (Gomortega keule), géneros endémicos tales como Pitavia punctata y especies endémicas  emblemáticas y amenazadas como el ruil (Nothofagus alessandrii), y la palma chilena (Jubaea chilensis).

## Conservación
El territorio originalmente cubierto por el Matorral alberga a la mayoría de la población de Chile y a las mayores ciudades del país. El Valle Central es la principal región agrícola de Chile, y la región está sometida a pastoreo extensivo, tala de árboles y urbanización. De las ecorregiones de Chile, el matorral es la menos protegida por parques nacionales y reservas.